# Palazzo Orsini (Naples)
Pour les articles homonymes, voir Palazzo Orsini et Orsini.
Le Palazzo Orsini est un bâtiment historique de Naples, situé dans le quartier de San Lorenzo, à ne pas confondre avec le Palazzo Orsini di Gravina, siège de la Faculté d'Architecture.

## Histoire
Le bâtiment, avec une double cour, a été construit dans la seconde moitié du XIXe siècle, à la place de l'ancien Puits du grain (Fosse del grano) ; il tire son nom du fait qu'y a vécu et y est mort le général Vincenzo Giordano Orsini. 
À l'intérieur du premier étage se trouve une salle avec des fresques de Salvatore Postiglione.